# Yssouf Koné
Pour les articles homonymes, voir Koné.
Yssouf Koné, né le 19 février 1982 à Korhogo en Côte d'Ivoire, est un footballeur burkinabé. Il évolue au poste d'attaquant international burkinabé.

## Biographie
Après de très belles performances, notamment en Ligue des champions, il est convoité par des grands clubs européens comme l'AS Monaco, Chelsea, et l'Olympique de Marseille. Après de multiples demandes de ces grands clubs européens, Yssouf Koné a déclaré vouloir rejoindre son club de cœur, le Paris Saint Germain qui le pressent comme le futur grand attaquant du club. Cependant, le choix du club de la capitale se porte sur le Turc Mevlüt Erding.
Il est également le cousin de l'attaquant Bakari Koné.

## Palmarès

### En club
Rosenborg BK
- Champion de Norvège (1) : 2006

 CFR 1907 Cluj
- Champion de Roumanie (1) : 2010
- Vainqueur de la Coupe de Roumanie (2) : 2009, 2010
- Vainqueur de la Supercoupe de Roumanie (2) : 2009, 2010

### Distinctions individuelles
- Meilleur buteur de la phase de qualification en ligue des champions en 2007 (6 buts)

## Référence
1. ↑  (ro) « Fiche de Yssouf Koné », sur romaniansoccer.ro.